# Comté d'Oglala Lakota
Pour les articles homonymes, voir Comté de Shannon.
Le comté d'Oglala Lakota (comté de Shannon jusqu'en mai 2015) est un comté situé dans l'État du Dakota du Sud, aux États-Unis. En 2010, sa population est de 13 586 habitants.
Le comté ne possède pas de siège et la plupart des services sont fournis par le comté voisin de Fall River.
La principale ville est Pine Ridge. C'est dans ce comté que se situe Porcupine la « capitale » non officielle de la République Lakota.

## Histoire
Créé en 1875, le comté de Shannon est nommé en l'honneur de Peter Shannon, juge à la Cour suprême du territoire du Dakota. Shannon a notamment participé à la négociation de nombreux accords avec les autochtones, conduisant à la réduction de leurs terres. En novembre 2014, les habitants du comté — amérindiens à 90 % — votent très largement pour changer son nom en « Oglala Lakota », avec 80 % des voix en faveur du changement,.

## Localités du comté

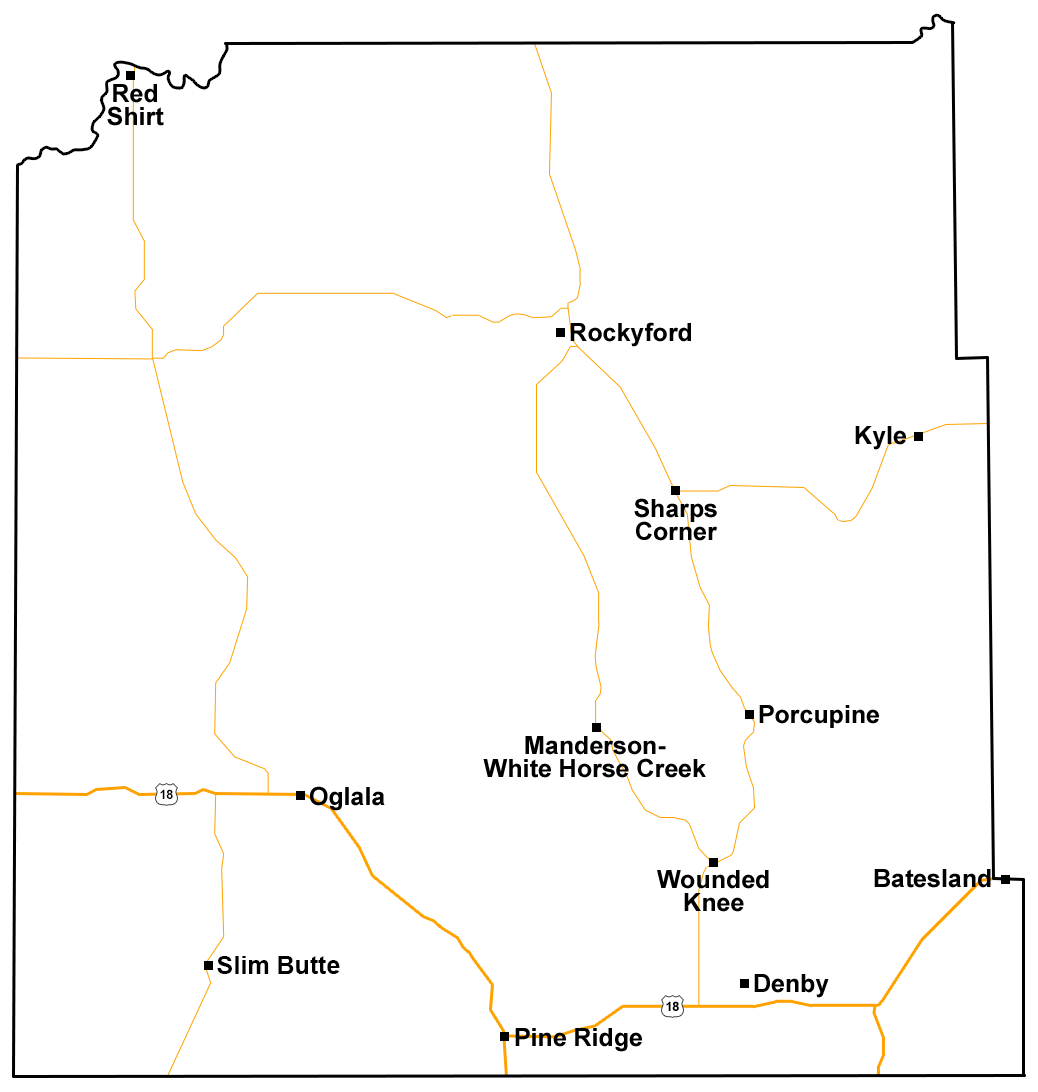
Carte des localités du comté.

Le comté ne compte qu'une seule municipalité, Batesland. Les autres localités sont des census-designated places :
- Manderson-White Horse Creek
- Oglala
- Pine Ridge
- Porcupine
- Wounded Knee

## Démographie
| Groupe                           | Comté d'Oglala Lakota | Dakota du Sud | États-Unis |
| -------------------------------- | --------------------- | ------------- | ---------- |
| Amérindiens                      | 96,0                  | 8,8           | 0,9        |
| Blancs                           | 2,9                   | 85,9          | 72,4       |
| Métis                            | 0,9                   | 2,1           | 2,9        |
| Autres                           | 0,2                   | 3,1           | 23,8       |
| Total                            | 100                   | 100           | 100        |
|                                  |                       |               |            |
| Hispaniques et Latino-Américains | 2,2                   | 2,7           | 16,7       |

Selon l'American Community Survey, en 2010, 77,82 % de la population âgée de plus de 5 ans déclare parler l'anglais à la maison, 21,78 % déclare parler le dakota et 0,40 % l’espagnol.
| 1920  | 1930  | 1940  | 1950  | 1960  | 1970  |
| ----- | ----- | ----- | ----- | ----- | ----- |
| 2 003 | 4 058 | 5 366 | 5 669 | 6 000 | 8 198 |

| 1980   | 1990  | 2000   | 2010   | - | - |
| ------ | ----- | ------ | ------ | - | - |
| 11 323 | 9 902 | 12 466 | 13 586 | - | - |